# Kitzbühel
Kitzbühel (/ˈkɪt͡sˌbyːəl/ⓘ o /ˈkɪt͡sˌbyːl/ⓘ (del bávaro: Kitzbichi ‘[ˈkxɪtsb̥ɪxɪ]’) es una ciudad turística perteneciente al estado federado de Tirol, en Austria.

## Historia
Los primeros documentos referidos a Kitzbühel datan del siglo XII con el nombre de Chizbuhel. Es una ciudad desde 6 de junio de 1271.

## Turismo
En este municipio se encuentra situada una estación de esquí que es anualmente una localidad en la Copa del Mundo de esquí alpino.
En esta localidad se disputa anualmente el Torneo de Kitzbühel, un torneo de tenis que forma parte de los torneos pertenecientes a la ATP, categoría ATP 250, que reparte premios estimados a los 398 250 euros.
En el año 2004, la ciudad austríaca de Kitzbühel se destacó por llevar el primer viaje de la gira mundial de los United Buddy Bears a este lugar de deporte invernal. Desde allí, la exposición salió rumbo al "ancho mundo", empezando por Hong Kong. A esta ciudad le siguieron muchas otras metrópolis en los cinco continentes. 
Desde 1988 se celebra un rally de los Alpes, el Kitzbüheler Alpenrallye.

## Demografía
| Gráfica de evolución de Kitzbühel entre 1869 y 2021 |
|                                                     |
| Quelle: Statistk Austria                            |